# Херсонес (Донецкая область)
Херсоне́с (укр. Херсонес) — посёлок в Никольском районе Донецкой области Украины.
Население по переписи 2001 года составляло 81 человек. Почтовый индекс — 87030. Телефонный код — 6246. Код КОАТУУ — 1421783309. После российского вторжения на Украину, с марта 2022 года, село оккупировано Россией.  

## Местный совет
87030, Донецкая обл., Никольский р-н, с. Касьяновка, ул. Гагарина, 15а, 2-54-31